# Lanocira glabra
Lanocira glabra là một loài chân đều trong họ Corallanidae. Loài này được Jones miêu tả khoa học năm 1982.